# Aborto en Uruguay
El aborto en Uruguay está amparado en la Ley 18987 sobre Interrupción voluntaria del embarazo, no será penalizado si se cumple dentro de las primeras 12 semanas de gestación (14 en caso de violación) y siempre que la mujer cumpla el procedimiento establecido en la Ley aprobada en 2012. La aprobación de esta ley, convierte a Uruguay en el segundo país de Latinoamérica en aprobar la interrupción voluntaria del embarazo en todos los casos.

## Historia legislativa

### Reforma de Irureta Goyena
El código penal de 1898 penalizaba duramente la interrupción del embarazo. En 1933 José Irureta Goyena impulsó una reforma del código penal que hizo posible que en hospitales públicos se practicara la interrupción del embarazo. Dicha reforma entró en vigencia en octubre de 1934.

### Decreto de Gabriel Terra
Esta habilitación duró muy poco, ya que, por medio de un decreto, el presidente de facto Gabriel Terra prohibió en 1935 la realización de abortos a las instituciones públicas.

### Ley 9.763
En 1936 se tipificó el aborto como delito por medio de la ley 9.763. Con el impulso dado por el Dr. Salvador García Pintos, el proyecto de ley fue escrito por los legisladores de la Unión Cívica Dardo Regules y José Trabal, y negociado con los partidos tradicionales. La ley fue aprobada el 28 de enero de 1938 con una votación fue de 25 legisladores en 35.
Esta ley fue la que reguló la práctica del aborto hasta el 2012, establecía que la penalidad para una mujer que se realizaba un aborto, fuera de tres a nueve meses de prisión, y la pena para un médico u otra persona que realizara el procedimiento, de entre 6 a 24 meses de prisión. Un juez podía mitigar la condena de la mujer en varias circunstancias. Estas circunstancias incluían problemas económicos, riesgo para la salud de la mujer, violación o la salvaguarda del honor familiar.

### Primer proyecto de reforma legal del aborto en etapa democrática
En 1985, tras el retorno de la democracia después de 12 años de gobierno cívico-militar, durante el primer gobierno de Julio María Sanguinetti, la despenalización del aborto ocupó nuevamente un espacio en los ambientes políticos con el primer proyecto de ley de despenalización del aborto en etapa democrática de parte de los entonces diputados Daniel Lamas y Víctor Vaillant, del sector de Corriente Batllista Independiente del Partido Colorado. El proyecto encontró apoyo de parte del entonces presidente Sanguinetti, defensor de la despenalización desde tiempos de la dictadura, pero el proyecto fue desestimado por distintos actores políticos de todos los partidos del país, no logrando tratamiento en cámara parlamentaria.

### Retoma del debate en el 2002
Recién en el 2002 el tema de la despenalización del aborto sería retomado en el Parlamento uruguayo. En el trámite por la cámara de diputados, un proyecto recibió media sanción (quedó pendiente de la aprobación en la cámara de senadores) con 47 votos a favor y 40 en contra. 11 diputados no se encontraban presentes. La cámara de senadores trató el tema dos años más tarde, en 2004. Luego de dos extensas sesiones de debate, en abril y en mayo, la iniciativa fue rechazada, por 17 votos contra 13.

### Ley de "Salud Sexual y Reproductiva" y veto presidencial

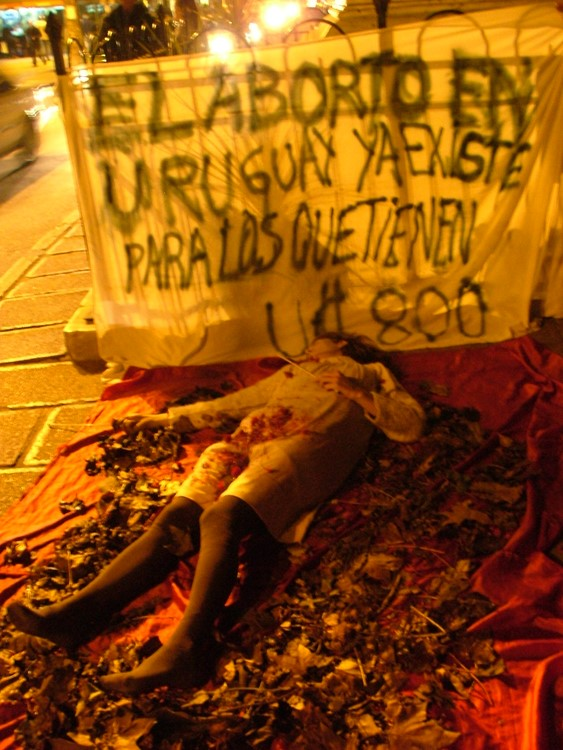
Manifestación a favor de la despenalización del aborto en Uruguay en el año 2006.

En octubre de 2007 la cámara de senadores trató un nuevo proyecto de despenalización del aborto. Ese mes tuvieron lugar dos sesiones en las que a la ley de "Salud Sexual y Reproductiva" le fue dada media sanción.
El 11 de noviembre de 2008, el senado uruguayo votó 17 en 30 para aprobar un proyecto de ley que eliminaba las penas para quienes realizaran un aborto, con lo que efectivamente se estaba legalizando la práctica de la interrupción voluntaria del embarazo. No obstante, esta ley fue vetada por el presidente Tabaré Vázquez con el aval de la Ministra de salud pública María Julia Muñoz, el 14 de noviembre del mismo año.

### Nuevo proyecto de ley de 2011
Años más tarde, el 27 de diciembre de 2011 la cámara de senadores aprobó un proyecto de ley para la despenalización del aborto. El texto del proyecto indica: 

Toda mujer mayor de edad tiene derecho a decidir la interrupción voluntaria de su embarazo durante las primeras 12 semanas del proceso gestacional.

Aunque se preveía que el debate en la cámara de diputados continuara en marzo o abril de 2012, problemas para obtener la totalidad de los votos de la bancada del Frente Amplio (necesarios para la aprobación del proyecto) provocaron que el proyecto no fuera tratado. Ante la negativa del diputado Andrés Lima de aportar su voto al proyecto, el Frente Amplio comenzó negociaciones con el Partido Independiente el cual había presentado otro proyecto tendiente a la despenalización del aborto para lograr la mayoría necesaria en diputados.

### Ley de 2012

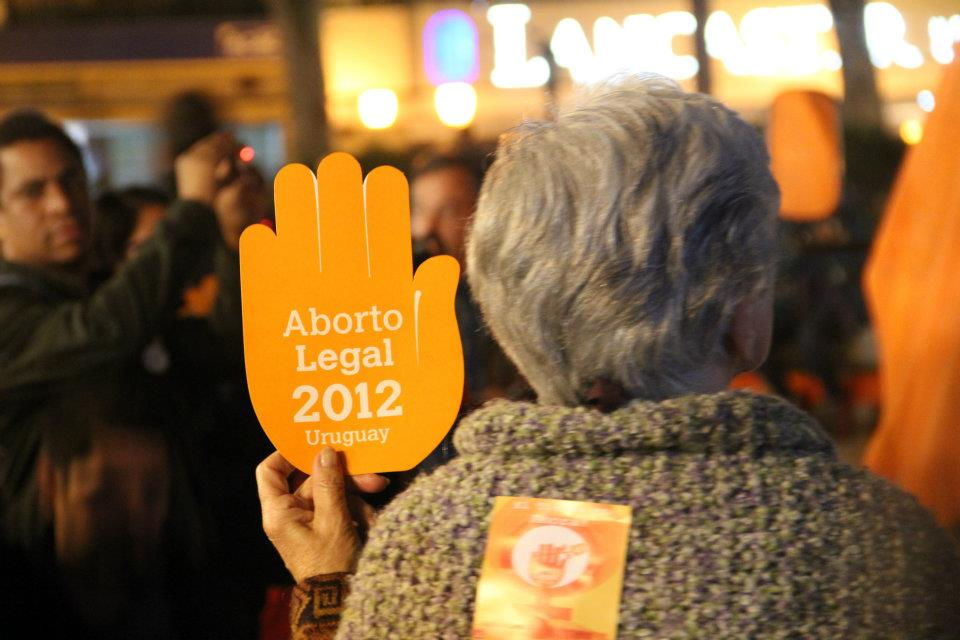
Campaña Aborto Legal en 2012.

En la madrugada del martes 17 de julio de 2012, se votó en la cámara de diputados la conformación de una Comisión Especial para analizar el proyecto de Ley sobre la despenalización del aborto presentado por el diputado Iván Posada del Partido Independiente. El mismo contenía una redacción con la cual el partido de gobierno tenía discrepancias, principalmente el artículo 2 que especificaba que los dentro del grupo de profesionales que asesorarán obligatoriamente a la mujer que desee interrumpir su embarazo existiera uno con objeciones de conciencia respecto al aborto. No obstante, Posada afirmó que esta sección podía ser eliminada en caso de que represente un problema para aprobar su proyecto.
En una sesión en diputados que comenzó el martes 25 de septiembre y terminó en la madrugada del día siguiente, se aprobó en la cámara de diputados el proyecto de Iván Posada con las modificaciones introducidas por el Frente Amplio. El proyecto se convirtió en ley finalmente el 17 de octubre de 2012 al ser votado afirmativamente en la cámara de senadores con 17 votos de 31.

### Consulta popular sobre la convocatoria a referéndum para anular la ley
En noviembre de 2012 fue anunciado por dirigentes del opositor Partido Nacional, que iniciarían una campaña de recolección de firmas con la finalidad de convocar a un referéndum que derogue la ley que despenaliza el aborto.
Con casi la totalidad de circuitos escrutados, las adhesiones a la consulta popular alcanzaron 8.88%, muy por debajo del 25% requerido para habilitar un referéndum obligatorio sobre este tema.

### Encuestas de opinión
| Encuestas de opinión            |                                   | |
| Fuente                          | Fecha                             | Conclusiones |
| Radar                           | Del 1 al 20 de junio de 2012      | Despenalizar el aborto: 51%, No despenalizar el aborto: 42%, no emitió opinión: 7%                                                                       |
| Cifra González Raga & Asociados | Del 4 y 13 de mayo de 2012        | Despenalizar el aborto: 51%, No despenalizar el aborto: 37%                                                                                              |
| Cifra González Raga & Asociados | Entre el 24 y 25 de junio de 2000 | Legalizar, despenalizar el aborto: 31, Legalizar en algunos casos 7, Otras medidas 13, Prohibir abortos, cerrar clínicas 11                              |
| Cifra González Raga & Asociados | 1998                              | Legalizar, despenalizar el aborto: 31, Legalizar en algunos casos 5, Otras medidas 19, Prohibir abortos, cerrar clínicas 10, No sabe qué medida tomar 35 |

## Repercusiones
De acuerdo a los datos de 2020, luego de la aprobación de la Ley de Interrupción Voluntaria del Embarazo, no se registran fallecimientos a causa de abortos. Anualmente se realizan un promedio de 9315 interrupciones voluntarias de embarazos, según los datos aportados por el MSP a MYSU, en el período de 2013 al 2022.
Según Amnistía Internacional, se ha avanzado en el acceso al procedimiento de IVE aunque todavía no se asegura su universalidad, calidad de la atención, acceso a la información y su sistematización, además de su evaluación. La “objeción de conciencia” continúa siendo una barrera para el acceso a este derecho en muchos puntos del país, debido a la falta de información oficial acerca de la cantidad y distribución de médicos objetores a la implementación de IVE y las altas tasas de objeción.